# Société publique locale d'aménagement de la Part-Dieu
La Société publique locale de Lyon Part-Dieu est une société publique locale d'aménagement chargée d'aménager le quartier d'affaires de la Part-Dieu pour le compte de la Métropole de Lyon et de la Ville de Lyon. Elle a été créée en septembre 2014.

## Présentation
L'opération d'aménagement couvre un périmètre de 177 hectares qui s’étend, pour l’essentiel, dans le 3e arrondissement de Lyon. La Part-Dieu constitue au début du XXIe siècle un centre économique d'envergure nationale et européenne, premier quartier d'affaires de France hors Île-de-France avec 1 150 000 m2 de tertiaire (surface hors œuvre nette) et 56 000 emplois.